# Пожидаєв Сергій Миколайович
Сергі́й Микола́йович Пожида́єв — полковник українських збройних сил.

## З життєпису
Нагороджений у серпні 2014 року за героїчну участь в російсько-українській війні.
Станом на липень 2016-го — окремої вертолітної бригади армійської авіації Сухопутних військ Збройних Сил України.

## Відзнаки та нагороди
- Орден Богдана Хмельницького II ступеня (2014).